# Haydon
Haydon je priimek več oseb:
- Ann Haydon-Jones, angleška tenisačica
- Cecil William Haydon, britanski general
- Joseph Charles Haydon, britanski general